# 大谷廣次 (5代目)
五代目 大谷廣次（ごだいめ おおたに ひろじ、天保4年〈1833年〉 - 明治6年〈1873年〉2月1日）とは、幕末から明治初めにかけての歌舞伎役者。屋号明石屋、俳名は紫道、紫友、十町。定紋は丸十。

## 来歴
四代目大谷友右衛門の次男として江戸に生まれる。天保9年（1838年）11月、大谷友松の名で初舞台を踏む。その後、五代目大谷鬼次を襲名、父の死後に五代目大谷友右衛門を襲名する。慶応元年（1865年）江戸に下り、守田座に出る。明治2年（1869年）8月には大谷紫道と名乗った。明治4年、大坂に戻ったのちに五代目大谷廣次を襲名し、ふたたび東京へ移ったが舞台に出ることはなかった。享年41。
五代目友右衛門時代は江戸三座を掛持ちで勤めるほどの人気があった。やや肥満体ながらも立派な容貌で貫禄があり、威厳はあるが華奢な体格だった九代目市川團十郎の夫人がうらやむほどだったと伝わる。実力もあり、立役・敵役・女形・老役を兼ね、『奥州安達原』の「袖萩祭文」、『菅原伝授手習鑑』、『仮名手本忠臣蔵』などの丸本物をよくした。なお「大谷鬼次」の名跡を名乗った期間は詳しく判っていない。